# Forspil til et kys
Forspil til et kys er en dansk dokumentarfilm fra 1991 med instruktion og manuskript af Ole Henning Hansen.

## Handling
Digtermaleren Jørgen Nash portrætteres i denne uhøjtidelige video-collage. Nash fortæller selv om sit liv, læser digte op, fortæller anekdoter (bl.a. om det såkaldte havfruemord), møder tidligere chefredaktør Victor Andreasen, taler om kvinder og om sin bror Asger Jorn.